# ایکرنی
ایکرنی (به مجاری: Ikrény) یک شهرداری در مجارستان است که در ناحیه دیور واقع شده‌است. ایکرنی ۱۵٫۵۸ کیلومتر مربع مساحت و ۱٬۶۷۶ نفر جمعیت دارد.